# Morikao Village
Morikao Village är en ort i Kiribati.   Den ligger i örådet Abaiang och ögruppen Gilbertöarna, i den norra delen av landet, 60 km norr om huvudstaden Tarawa. Morikao Village ligger 12 meter över havet och antalet invånare är 400.
Terrängen runt Morikao Village är mycket platt.  Närmaste större samhälle är Tuarabu Village, 8,7 km sydost om Morikao Village. 